# سوق توركو القروسطي

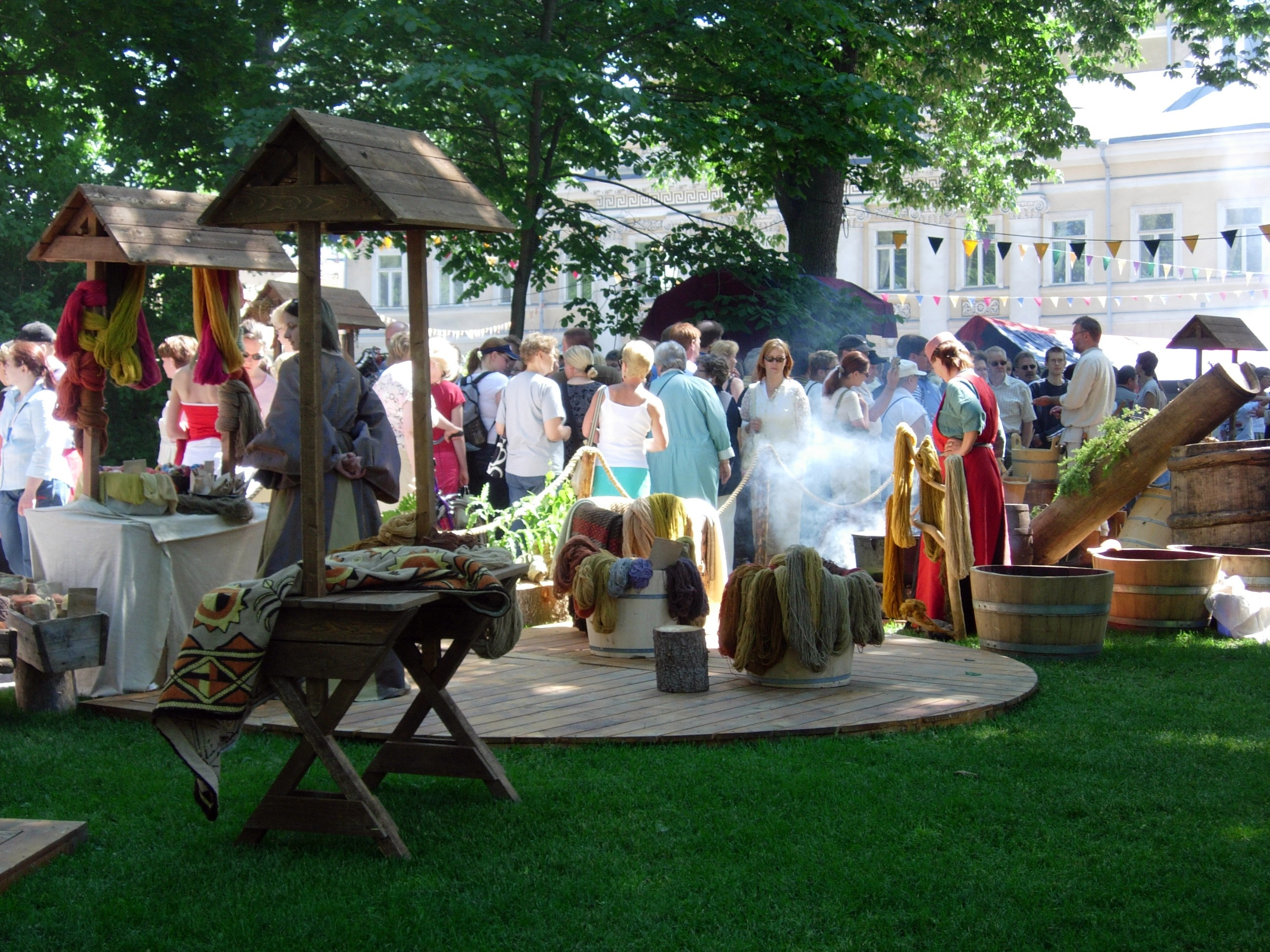
مقصورات في السوق

سوق توركو القروسطي (بالفنلندية: Turun keskiaikaiset markkinat، بالسويدية: Åbo medeltidsmarknad) حدث إحيائي تاريخي سنوي يـُنظم في الوسط التاريخي لمدينة توركو الفنلندية. يـُقام فيها سوق للحرف اليدوية بأزياء ذلك العصر في الساحة الكبرى القديمة، إحدى أقدم ساحات السوق في المدينة، فضلاً عن عدد من عروض الهواء الطلق والمعارض المختلفة.
يـُنـَظم هذا الحدث منذ عام 1996، وتتنامى شعبيته باستمرار. في عام 2005 ، استقبل حوالي 100.000 زائر، و شـَغـّل أكثر من 100 ممثل وممثلة بين محترف ومتطوع.

## معرض صور

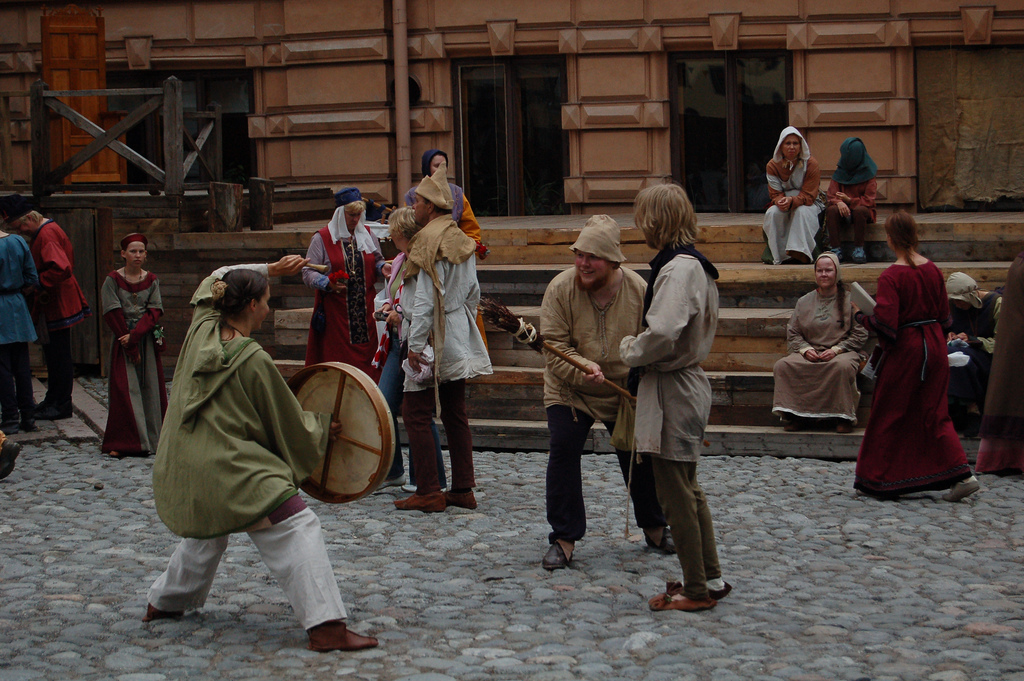
سوق توركو القروسطي
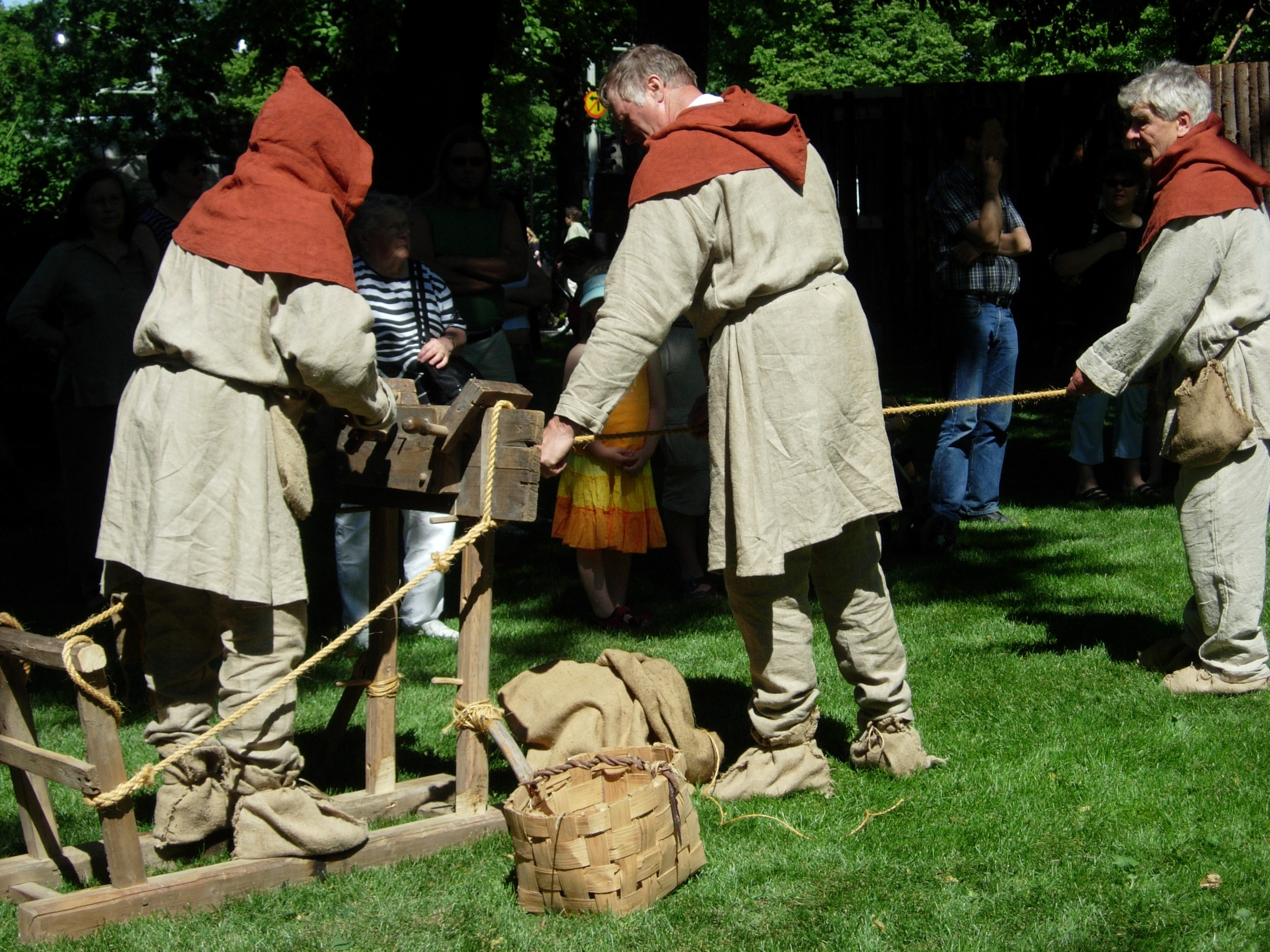
لف الحبل
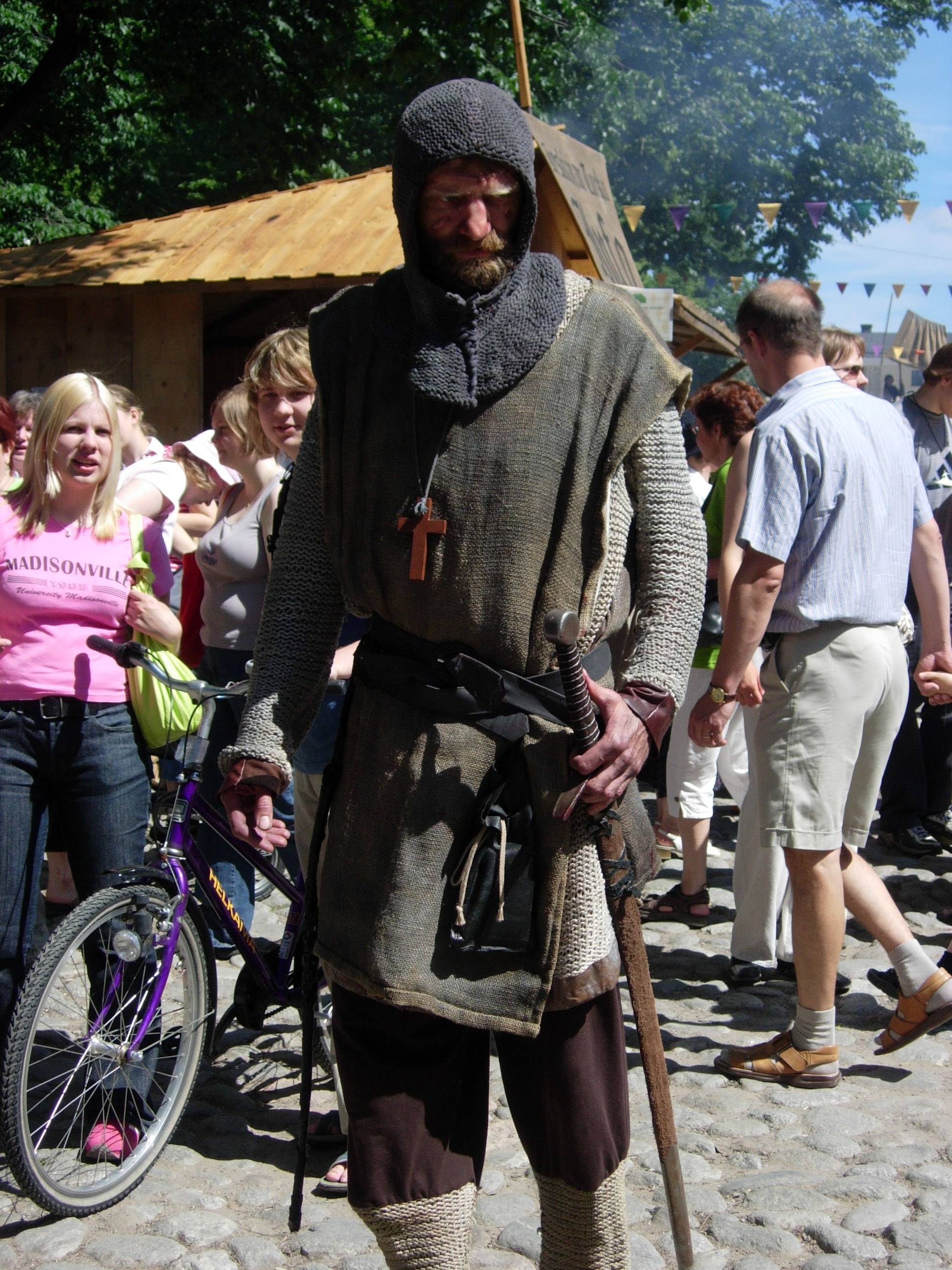
ممثل متطوع يقوم بدور جندي
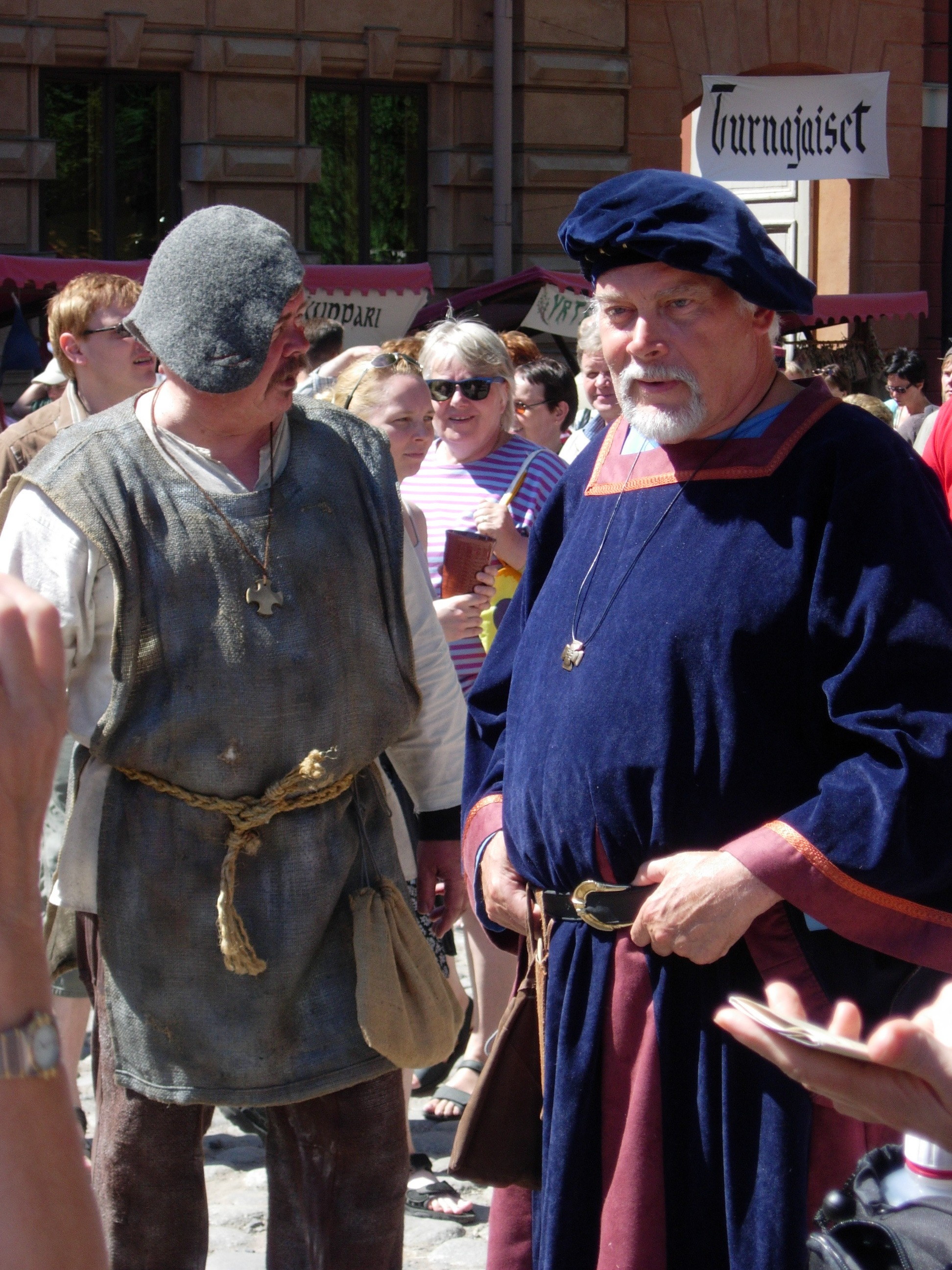
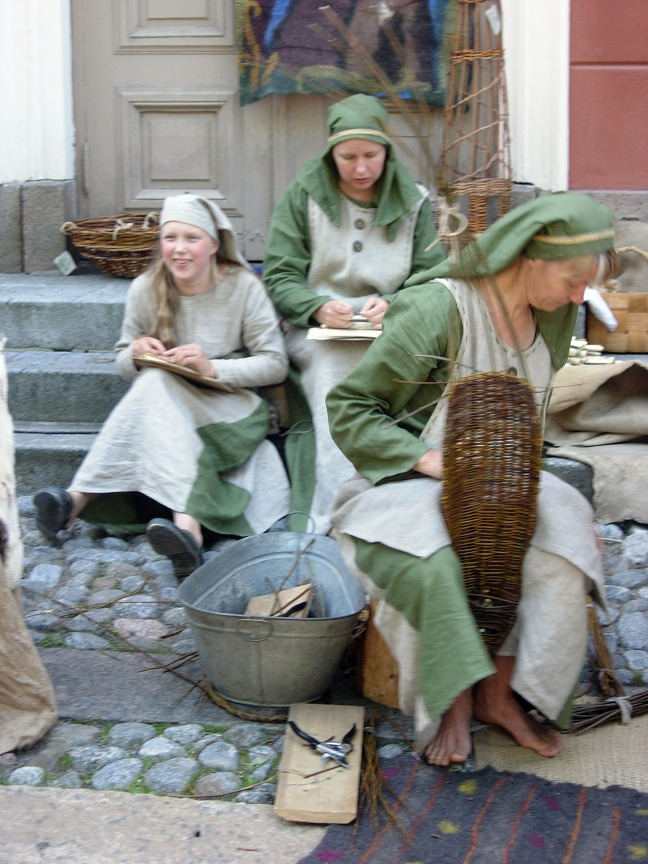

## وصلات خارجية
- السوق القروسطي - الموقع الرسمي